# Prémeyzel
Prémeyzel est une commune française, située dans le département de l'Ain en région Auvergne-Rhône-Alpes.
Les habitants de Prémeyzel s'appellent les Prémeyzélans.

## Géographie
La commune est située à 10 km au sud de Belley, sur les rives du Gland, en amont de sa cascade. Elle fait face à la falaise abrupte du Grand Thur.

### Accès
Bâtie sur un plateau, Prémeyzel est reliée à la plaine du Rhône (Saint-Benoît et Brégnier-Cordon) par la route D 10. Par le col de Prémeyzel, elle est en contact avec la commune de Peyrieu. Elle communique aussi par la D 10 avec les communes voisines de Saint-Bois et Arbignieu.
Le GR 59 traverse à deux reprises la commune, la reliant notamment avec Izieu par le Pas de la Roche.

### Communes limitrophes
| Groslée-Saint-Benoit | Arboys-en-Bugey |         |
|                      | Prémeyzel       | Peyrieu |
| Brégnier-Cordon      | Izieu           |         |

### Climat
Pour des articles plus généraux, voir Climat d'Auvergne-Rhône-Alpes et Climat de l'Ain.
En 2010, le climat de la commune est de type climat des marges montargnardes, selon une étude du CNRS s'appuyant sur une série de données couvrant la période 1971-2000. En 2020, Météo-France publie une typologie des climats de la France métropolitaine dans laquelle la commune est exposée à un climat de montagne ou de marges de montagne et est dans la région climatique Alpes du nord, caractérisée par une pluviométrie annuelle de 1 200 à 1 500 mm, irrégulièrement répartie en été.
Pour la période 1971-2000, la température annuelle moyenne est de 11,5 °C, avec une amplitude thermique annuelle de 18,2 °C. Le cumul annuel moyen de précipitations est de 1 373 mm, avec 10,6 jours de précipitations en janvier et 7,7 jours en juillet. Pour la période 1991-2020, la température moyenne annuelle observée sur la station météorologique de Météo-France la plus proche, « Belley Man », sur la commune de Belley à 9 km à vol d'oiseau, est de 12,1 °C et le cumul annuel moyen de précipitations est de 1 099,8 mm,. Pour l'avenir, les paramètres climatiques de la commune estimés pour 2050 selon différents scénarios d'émission de gaz à effet de serre sont consultables sur un site dédié publié par Météo-France en novembre 2022.

## Urbanisme

### Typologie
Au 1er janvier 2024, Prémeyzel est catégorisée commune rurale à habitat dispersé, selon la nouvelle grille communale de densité à 7 niveaux définie par l'Insee en 2022.
Elle est située hors unité urbaine. Par ailleurs la commune fait partie de l'aire d'attraction de Belley, dont elle est une commune de la couronne,. Cette aire, qui regroupe 31 communes, est catégorisée dans les aires de moins de 50 000 habitants,.

### Occupation des sols
L'occupation des sols de la commune, telle qu'elle ressort de la base de données européenne d’occupation biophysique des sols Corine Land Cover (CLC), est marquée par l'importance des forêts et milieux semi-naturels (60,7 % en 2018), en diminution par rapport à 1990 (62,3 %). La répartition détaillée en 2018 est la suivante : 
forêts (60,7 %), prairies (30,7 %), zones humides intérieures (5,1 %), zones urbanisées (3,4 %).
L'évolution de l’occupation des sols de la commune et de ses infrastructures peut être observée sur les différentes représentations cartographiques du territoire : la carte de Cassini (XVIIIe siècle), la carte d'état-major (1820-1866) et les cartes ou photos aériennes de l'IGN pour la période actuelle (1950 à aujourd'hui).

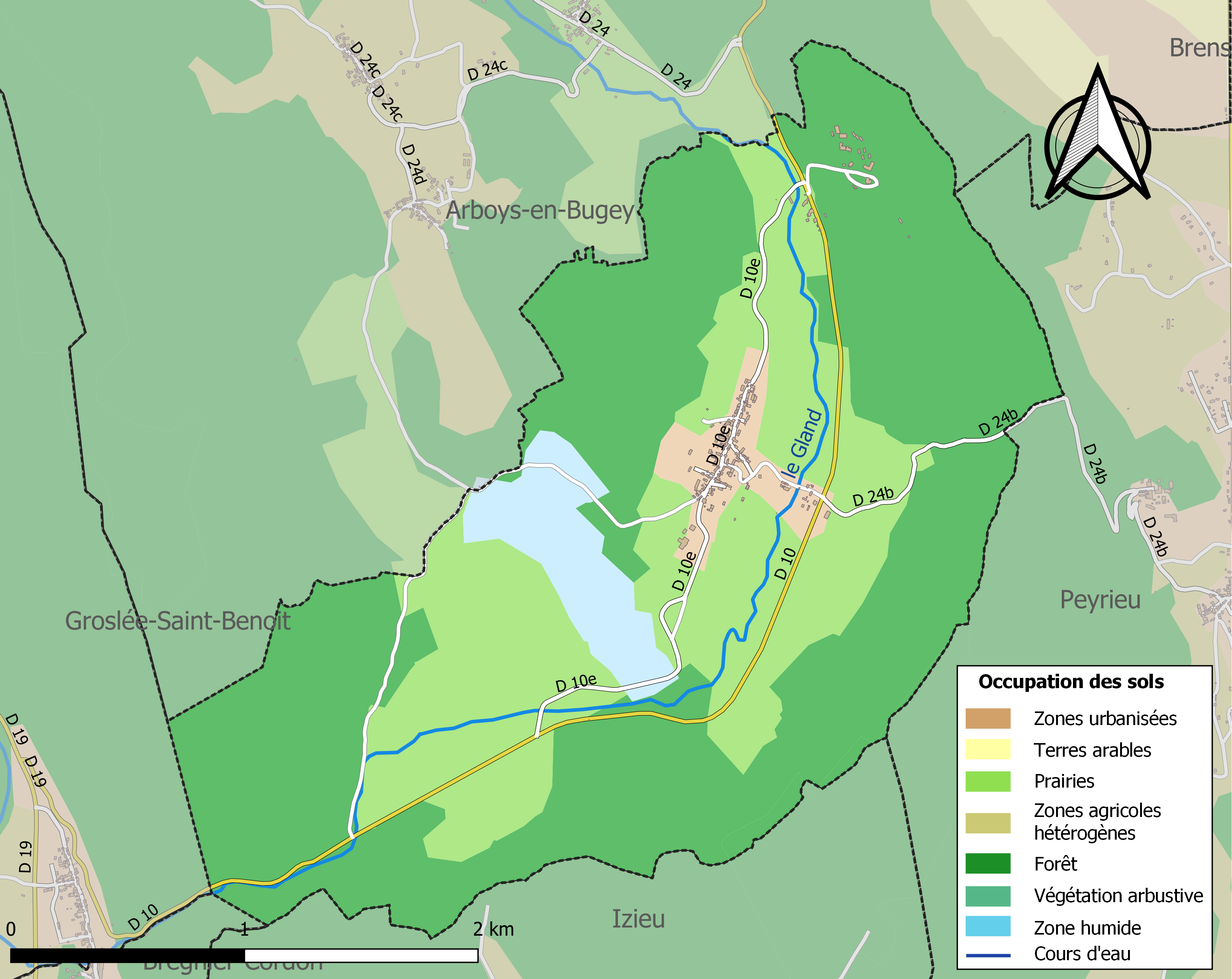
Carte des infrastructures et de l'occupation des sols de la commune en 2018 (CLC).

## Politique et administration

### Découpage territorial
La commune de Prémeyzel est membre de la communauté de communes Bugey Sud, un établissement public de coopération intercommunale (EPCI) à fiscalité propre créé le 1er janvier 2014 dont le siège est à Belley. Ce dernier est par ailleurs membre d'autres groupements intercommunaux.
Sur le plan administratif, elle est rattachée à l'arrondissement de Belley, au département de l'Ain et à la région Auvergne-Rhône-Alpes. Sur le plan électoral, elle dépend du  canton de Belley pour l'élection des conseillers départementaux, depuis le redécoupage cantonal de 2014 entré en vigueur en 2015, et de la troisième circonscription de l'Ain  pour les élections législatives, depuis le dernier découpage électoral de 2010.

### Administration municipale

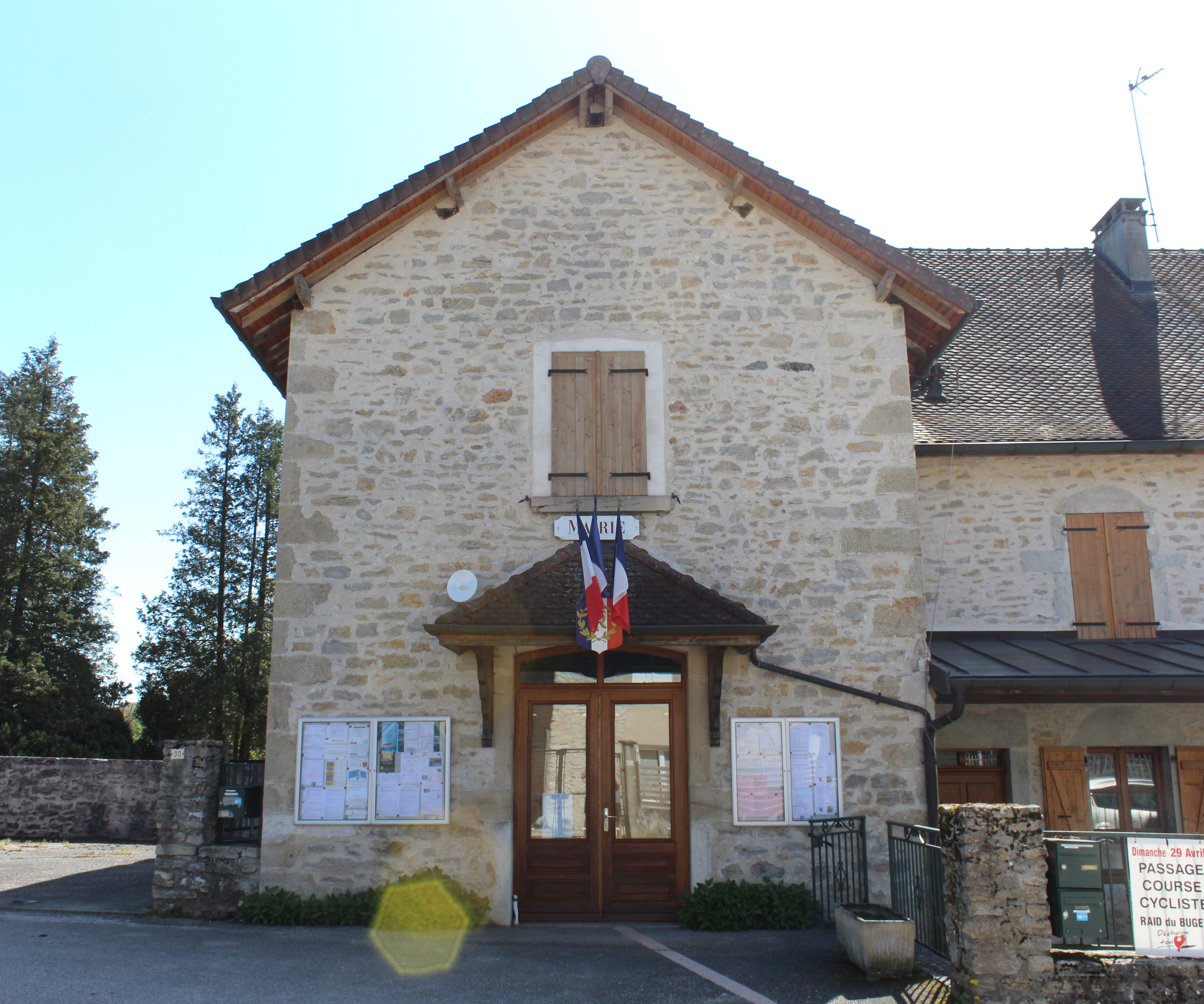
Mairie.

| Période                                  | Période   | Identité                          | Étiquette | Qualité |
| ---------------------------------------- | --------- | --------------------------------- | --------- | ------- |
| juin 1995                                | mars 2001 | Jean Trepier                      |           |         |
| mars 2001                                | 2014      | Joël Thomassier (réélu mars 2008) |           |         |
| 2014                                     | En cours  | Jean-Pierre Ropèle                |           |         |
| Les données manquantes sont à compléter. |           |                                   |           |         |

## Démographie
L'évolution du nombre d'habitants est connue à travers les recensements de la population effectués dans la commune depuis 1793. Pour les communes de moins de 10 000 habitants, une enquête de recensement portant sur toute la population est réalisée tous les cinq ans, les populations de référence des années intermédiaires étant quant à elles estimées par interpolation ou extrapolation. Pour la commune, le premier recensement exhaustif entrant dans le cadre du nouveau dispositif a été réalisé en 2006.
En 2022, la commune comptait 245 habitants, en évolution de −0,81 % par rapport à 2016 (Ain : +5,15 %, France hors Mayotte : +2,11 %).
| 1793 | 1800 | 1806 | 1821 | 1831 | 1836 | 1841 | 1846 | 1851 |
| ---- | ---- | ---- | ---- | ---- | ---- | ---- | ---- | ---- |
| 285  | 330  | 332  | 375  | 372  | 363  | 376  | 370  | 403  |

| 1856 | 1861 | 1866 | 1872 | 1876 | 1881 | 1886 | 1891 | 1896 |
| ---- | ---- | ---- | ---- | ---- | ---- | ---- | ---- | ---- |
| 393  | 372  | 337  | 336  | 330  | 306  | 295  | 285  | 274  |

| 1901 | 1906 | 1911 | 1921 | 1926 | 1931 | 1936 | 1946 | 1954 |
| ---- | ---- | ---- | ---- | ---- | ---- | ---- | ---- | ---- |
| 273  | 252  | 205  | 211  | 180  | 139  | 126  | 101  | 102  |

| 1962 | 1968 | 1975 | 1982 | 1990 | 1999 | 2006 | 2011 | 2016 |
| ---- | ---- | ---- | ---- | ---- | ---- | ---- | ---- | ---- |
| 93   | 92   | 86   | 79   | 190  | 242  | 245  | 224  | 247  |

| 2021 | 2022 | - | - | - | - | - | - | - |
| ---- | ---- | - | - | - | - | - | - | - |
| 247  | 245  | - | - | - | - | - | - | - |

## Culture et patrimoine

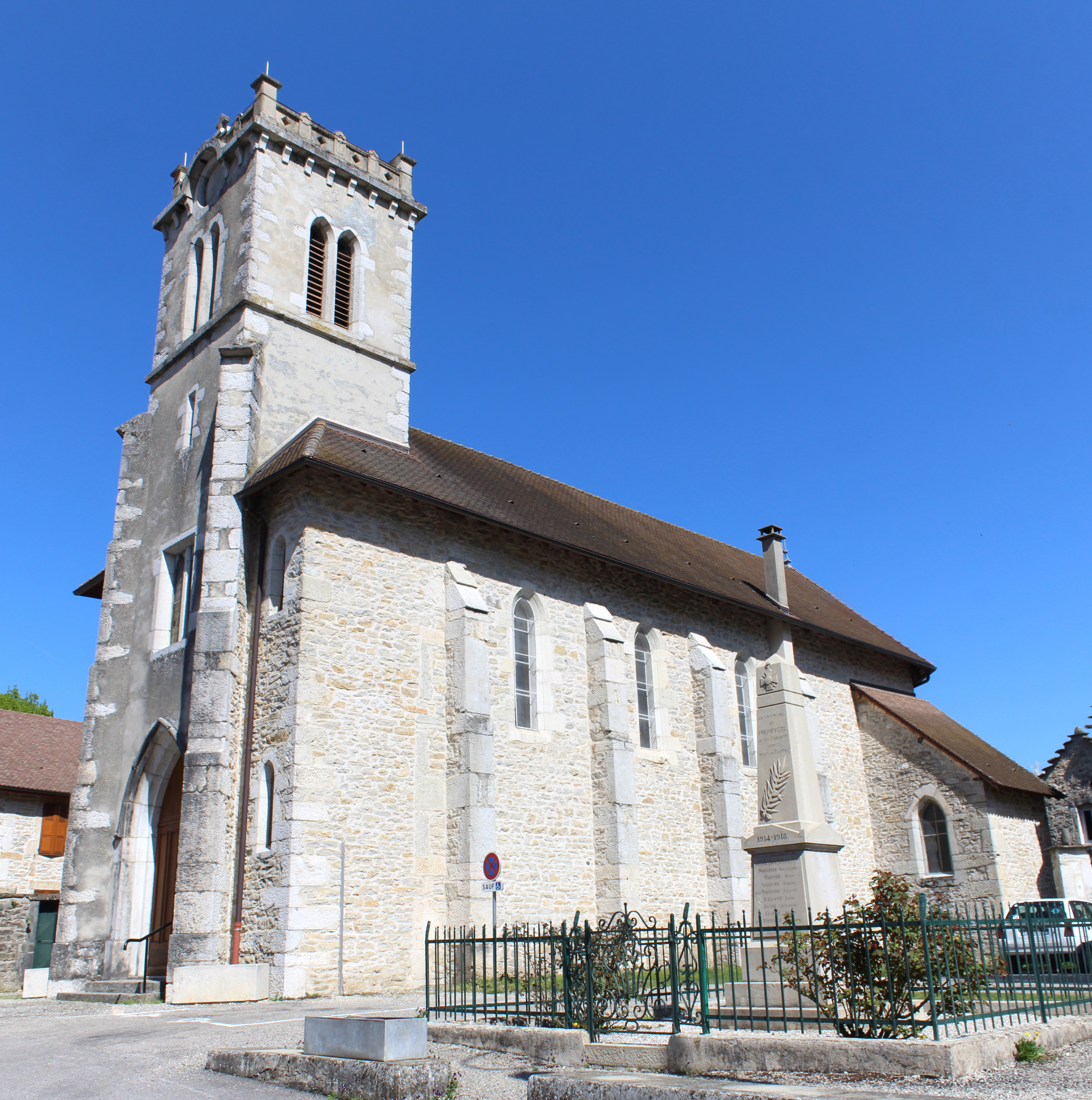
Église de l'Assomption.

### Lieux et monuments
- Église de l'Assomption.

### Personnalités liées à la commune
- Emmanuel-Philibert de Pingon (1525-1582), fut seigneur de Prémeyzel.
- Victor Garrivier (1931-2004), il a travaillé à Prémeyzel dans une usine d'accessoires sanitaires avant de devenir acteur.

### Héraldique
| Blason de Prémeyzel | Blason  | De gueules au chevron en filet cousu de sable*, chargé de sept bâtons alésés brochant en fasce, trois sur chaque branche et un sur le sommet et sommé d'un tourteau le tout du même, accompagné de trois ponts isolés d'une arche d'or, maçonnés de sable ; au chef d'azur chargé d'une fasce d'argent, échancrée en chef et nuagée en pointe. |
| Blason de Prémeyzel | Détails | * Ces armes emploient le terme « cousu » dans le seul but de contrevenir à la règle de contrariété des couleurs : elles sont fautives (sable sur gueules). Le statut officiel du blason reste à déterminer. |